# ブラザーズ&シスターズ
『ブラザーズ&シスターズ』（原題：Brothers and Sisters）は、アメリカ合衆国のABCで2006年から2011年にかけて放送された、全5シーズン・全109話のテレビドラマである。
日本では、AXNにて最新シーズンが日本初放送され、2012年春にすべてのシーズンの放送が終了した。

## 概要
ロサンゼルスで食品会社「オーハイ・フーズ」を営むウォーカー家を通して現代アメリカの家族の姿を描く。
製作総指揮・監督は「エイリアス」のケン・オリン。
主演は「アリー my Love」以来4年ぶりのドラマ主演となるキャリスタ・フロックハートと、本作でエミー賞ドラマ・シリーズ部門主演女優賞を受賞したサリー・フィールド。

## キャスト
ノラ・ウォーカー
演 - サリー・フィールド、日本語吹替 - 谷育子
ウォーカー家の5人の子どもの母。
思い込みが激しく、おっせかいで暴走しがちだが、愛情深く子供たちを見守るチャーミングな女性。長年連れ添った夫が突然他界し、その直後、彼に愛人がいた事を知ってしまう。末子ジャスティンの戦争行きをキティが後押しした事から、シリーズ当初、彼女とは不仲だった。
サラ・ウェドン
演 - レイチェル・グリフィス、日本語吹替 - 相沢恵子
ウォーカー家の長女（第一子）。
シーズン1では父が社長をしている「オーハイ・フーズ」のヴァイスプレジデントであったが、父の死後遺言により社長に就任。ホリーの参入などにより、シーズン3で一度辞職するも、その後、トミーの社長辞任後、またオーハイフーズにもどる。シーズン5ではラジオ業界に参入。子どもが2人おり、シーズン2では夫と離婚。仕事と家庭の両立に苦悩しているキャリアウーマン。
キティ・ウォーカー
演 - キャリスタ・フロックハート、日本語吹替 - 宮島依里
ウォーカー家の次女（サラの妹で、トミー・ケヴィン・ジャスティンの姉）。
筋金入りの共和党支持者。シーズン1ではニューヨークのラジオ局で保守系のトークショーのパーソナリティを務めていたが、テレビのトークショーにスカウトされ、故郷のロサンゼルスに戻る。その後、番組のインタビューで出会ったロバートから広報係として引き抜かれる。そして、ロバートに自分からプロポーズして結婚。
トーマス（トミー）・ウォーカー
演 - バルサザール・ゲティ、日本語吹替 - 落合弘治
ウォーカー家の長男（サラ・キティの弟で、ケヴィン・ジャスティンの兄）。
長年「オーハイ・フーズ」で働き、父の死後は自分が社長になるものと思っていたが、遺言によりサラが社長になった為、彼女との間に確執が生まれ、結果的に辞職して、ホリーとワイナリーを立ち上げる。
ケヴィン・ウォーカー
演 - マシュー・リース、日本語吹替 - 桐本琢也
ウォーカー家の次男（サラ・キティ・トミーの弟で、ジャスティンの兄）。
弁護士として「オーハイ・フーズ」の顧問弁護士も務めていたが、自分のセクシャリティが出世のネックであることに気付いて所属事務所を去り、人一倍、リベラルな民主党支持のゲイであることを標榜していたにもかかわらず、ロバートの広報担当に。その後、公益弁護士として活動。ゲイである事は家族にも職場でもカミングアウト済み。職業柄、母や兄弟たちから頼られる事が多い。シーズン1ではパートナーに恵まれなかったが、シーズン2ではつかず離れずな関係だったスコッティーと宣誓式に臨む。
ジャスティン・ウォーカー
演 - デイヴ・アナブル、日本語吹替 - 日野聡
ウォーカー家の三男（末っ子）。
9・11テロ後、海兵隊に志願し、衛生兵下士官としてアフガニスタン戦争に参加。帰国後は、戦場でのトラウマに悩み、定職にも就かず、ドラッグ中毒に。薬物中毒を克服した後、シーズン1最終回で今度はイラクへ出向き、シーズン2で負傷して帰還。再びドラッグに手を出してしまう。ウォーカー家の秘密は、なぜかジャスティンが最初に知ることが多い。
ソール・ホールデン
演 - ロン・リフキン、日本語吹替 - 佐々木省三
ノラの兄で「オーハイ・フーズ」の最高財務責任者。
義弟ウィリアムの死後、彼の残した「オーハイ・フーズ」を守ろうとするが、次々と壁にぶつかる。シーズン2でゲイであることをカミングアウトした。
ウィリアム・ウォーカー
演 - トム・スケリット、日本語吹替 - 青森伸
ノラの夫で5人の子供の父。「オーハイ・フーズ」の社長。
包容力のある理想的な父親として家族から尊敬されていたが、トミーよりもサラを可愛がったり、ケヴィンのセクシャリティを長年理解できなかったことで、息子たちとの間には微妙な溝があった。死後、複数の愛人がいたり、会社の株を勝手に売却していたり、社員の年金基金から不正に大金を引き出していたりと、次々とスキャンダルが発覚。彼の不祥事により、「オーハイ・フーズ」は何度も倒産の危機に直面する。
ジョー・ウェドン
演 - ジョン・パイパー＝ファーガソン、日本語吹替 - 古澤徹
サラの元夫。子煩悩な優しい夫であったが、レベッカのとある行動により、サラとは破局に追い詰められ、シーズン2で離婚成立。別れた元妻との間に息子がおり、サラと別れた後、元妻とよりを戻す。
ジュリア・ウォーカー
演 - サラ・ジェーン・モリス、日本語吹替 - 久嶋志帆
体外受精で双子を授かるが、一方をなくす。シリーズ3ではトミーの不祥事により、自活を余儀なくされシアトルに引っ越す。
ホリー・ハーパー
演 - パトリシア・ウェティグ、日本語吹替 - 宮寺智子
ウォーカー家の父ウィリアムと長年愛人関係にあった。「オーハイ・フーズ」の経営に関わった後、さらにトミーとワイナリーを立ち上げる。その後、借金まみれとなった「オーハイ・フーズ」に再び参入し、結果的に部下となったサラたちから強い反感を買う。
演じるパトリシア・ウェティグの夫は本作の制作総指揮のケン・オリンである。
レベッカ・ハーパー
演 - エミリー・ヴァンキャンプ、日本語吹替 - 峯香織
ホリーの娘。ホリーは当初否定していたがウィリアムとの間にできた子どもだと思われていた。シーズン2では、実の父は別にいることが判明。
ロバート・マキャリスター
演 - ロブ・ロウ、日本語吹替 - 川本克彦
共和党の上院議員。テレビのインタビューでキティと知り合う。キティを自分のスタッフに引き抜き、その後キティと結婚。

## 出演者リスト

### レギュラー出演者
| 役名                               | 俳優                             | 出演期間                                    |
| ---------------------------------- | -------------------------------- | ------------------------------------------- |
| ノラ・ウォーカー                   | サリー・フィールド               | シーズン 1 -                                |
| サラ・ウェドン                     | レイチェル・グリフィス           | シーズン 1 -                                |
| キティ・ウォーカー・マキャリスター | キャリスタ・フロックハート       | シーズン 1 -                                |
| トミー・ウォーカー                 | バルサザール・ゲティ             | シーズン 1 -                                |
| ケヴィン・ウォーカー               | マシュー・リース                 | シーズン 1 -                                |
| ジャスティン・ウォーカー           | デイヴ・アナブル                 | シーズン 1 -                                |
| ソール・ホールデン                 | ロン・リフキン                   | シーズン 1 -                                |
| ジュリア・ウォーカー               | サラ・ジェーン・モリス           | シーズン 1 - 3                              |
| ロバート・マキャリスター           | ロブ・ロウ                       | シーズン 2 - （シーズン 1; 準レギュラー）   |
| ホリー・ハーパー                   | パトリシア・ウェティグ           | シーズン 1 -                                |
| スコッティー・ワンデル             | ルーク・マクファーレン           | シーズン 3 - （シーズン 1-2; 準レギュラー） |
| レベッカ・ハーパー                 | エミリー・ヴァンキャンプ         | シーズン 1 -                                |
| クーパー・ウェドン                 | マックスウェル・ペリー・コットン | シーズン 2 - （シーズン 1; 準レギュラー）   |
| ペイジ・ウェドン                   | ケリス・ライラ・ドーシー         | シーズン 1 -                                |

### 準レギュラー・前出演者
| 役名                       | 俳優                             | 出演期間                              |
| -------------------------- | -------------------------------- | ------------------------------------- |
| ライアン・ラファティ       | ルーク・グライムズ               | シーズン 3                            |
| アレック                   | マット・レッシャー               | シーズン 3                            |
| ヘンリー                   | ジョン・グローバー               | シーズン 3                            |
| イーサン・テイヴィス       | ウィル・マコーマック             | シーズン 3                            |
| カイル・デウィット         | エリック・クリスチャン・オルセン | シーズン 3                            |
| ロジャー・グラント         | ナイジェル・ヘイヴァース         | シーズン 3                            |
| デイビッド・カプラン       | ケン・オリン                     | シーズン 2, 3                         |
| グラハム・フィンチ         | スティーブン・ウェバー           | シーズン 2, 3                         |
| チャド・バリー             | ジェイソン・ルイス               | シーズン 1, 3                         |
| アイザック・マーシャル     | ダニー・グローヴァー             | シーズン 2                            |
| リナ・ブラニガン           | エミリー・ローズ                 | シーズン 2                            |
| ジョー・ウェドン           | ジョン・パイパー＝ファーガソン   | シーズン 2 （シーズン 1; レギュラー） |
| ウィリアム・ウォーカー     | トム・スケリット                 | シーズン 1, 2, 3                      |
| ジェイソン・マキャリスター | エリック・ウィンター             | シーズン 1, 2                         |
| ソフィー・マキャリスター   | ジャスティン・ドーシー           | シーズン 1, 2, 3                      |
| ジャック・マキャリスター   | マックス・バークホルダー         | シーズン 1, 2, 3                      |
| ゲイブ・ウェドン           | タイラー・ポージー               | シーズン 1                            |
| デイビッド・モートン       | トリート・ウィリアムズ           | シーズン 1                            |

### 主なゲスト出演者
- ジョナサン・セラーズ - マシュー・セトル
- ウォーレン・ソルター - ジョシュ・ホプキンス
- デビッド・モートン - トリート・ウィリアムズ
- タイラー・アルタミラノ - マリカ・ドミンスク
- チャド・バリー - ジェイソン・ルイス
- ミランダ・ジョーンズ - スーザン・サリバン
- リジー・ジョーンズ・ベイカー - ジェナ・エルフマン
- ジャック・ワイナー少佐 - ゲイリー・マーシャル
- アイザック・マーシャル - ダニー・グローヴァー
- スタン・ハリス - チェビー・チェイス
- 本人 - ライル・ラヴェット
- グラハム・フィンチ - スティーブン・ウェバー
- マーク・オーガスト - ピーター・コヨーテ
- アレック - マット・レッシャー
- ロジャー・グラント - ナイジェル・ヘイヴァース

## 備考
- AXN版では、第1シーズン放送時にインスパイアソングが流れていた。
  - 「都会の天使たちへ featuring Tetsuya Bessho」Kanon
- 米国でのシーズンプレミア曲
  - シーズン 1: "Far Away" ニッケルバック(Nickelback)
  - シーズン 2: "Pictures Of You" ザ・ラスト・グッドナイト(The Last Goodnight)
  - シーズン 3: "Feels Like Tonight" ドートリー(Daughtry)